# Котляревська Лідія Іванівна
Лідія Іванівна Котляревська (Загребельна) (*10 вересня 1924) — учасниця підпілля часів Другої світової війни в місті Дніпро, 2002 року отримала почесне звання Праведник народів світу за переховування неповнолітнього Віктора Батеженка.

## Біографічна довідка
Незадовго до початку війни 16-річна Лідія Загребельна одружилася з юнаком-євреєм Олександром Котляревським, який був призваний та загинув у перші тижні німецько-радянської війни. Лідія повернулася до батьківського помешкання, в першу зиму війни у неї народилася донька Олександра. З початком окупації разом із матір'ю та вітчимом Лідія долучилась до дій антифашистського підпілля. У їх помешканні деякий час переховувався військовополонений-втікач і відомий підпільник Борис Сондак (1921 р.н., також єврей).
Лідія влашувалась на роботу в госпіталь, з якого діставала медикаменти та, володіючи німецькою, корисну підпіллю інформацію з розмов поранених німців. Її товаришка Тетяна Батеженко була в скрутнішій ситуації, оскільки окупаційній адміністрації було відомо про її чоловіка-єврея, що воював на фронті. Вона переховувала малолітнього сина Віктора, часто залишаючи його з Лідією Котляревською. В жовтні 1942 року почались арешти підпільників, батьків Лідії схопили та невдовзі стратили, їй з донькою вдалось втекти з Дніпра та, переховуючись у знайомих, дочекатися звільнення міста від нацистів. Врятувалась і Батеженко із своїм сином.
В жовтні 2002 року вчинок Лідії Іванівни відзначений Яд Вашем і вона отримала звання Праведник народів світу.